# Jean Boghici
Eugene Boghici, nome artístico de Jean Eugene Constantin Boghici, (Ismail, 29 de janeiro de 1928 – Rio de Janeiro, 1 de junho de 2015) foi um colecionador e marchand romeno radicado no Brasil.
Pioneiro no mercado da arte no país, ele começou a comprar obras ainda nos anos 1960. Possuía um acervo com os mais importantes quadros de artistas brasileiros.

## Biografia
Eugene era filho de Jean Boghici e Eugenie Seghie. Desde cedo, começou a se apresentar como Jean Eugene Constantin Boghici, sendo "Jean", em homenagem ao seu pai, e "Constantin" em homenagem ao padrinho de crisma. Estudou engenharia na Romênia e, aos dezenove anos, muda-se para Paris, França. Nessa cidade, vive sem documentos, dividindo um quarto de hotel com o secretário de Constantin Brâncuși (1876-1957), o escritor norte-americano James Baldwin (1924-1987) e o antropólogo romeno Henri H. Stahl (1901-1991). Com este último, decide vir para o Brasil. Chegam em 1949. Sem dinheiro e documentos, Boghici dorme algumas noites na praia de Copacabana e então segue para Belo Horizonte. Trabalha como eletricista na Casa Isnard e conhece Alberto da Veiga Guignard (1896-1962), conforme relata no catálogo da exposição que mais tarde organiza sobre o artista. Muda-se para Governador Valadares, Minas Gerais, para trabalhar na firma de engenharia Morris Knudsen. Faz desenhos fortemente expressionistas com temas tirados da miséria local. Segundo conta, é então que desenvolve o gosto por desenhar, animado também por uma exposição de Vincent van Gogh (1853-1890), que vê em Paris, em 1948.
De volta ao Rio de Janeiro, monta uma oficina de conserto de televisões e ao mesmo tempo trabalha como vitrinista nas lojas Ducal, de José Carvalho. Este depois torna-se sócio da Petite Galerie, onde Boghici tem sua primeira experiência como galerista, ao realizar a exposição do pintor primitivo Pedro Paulo Leal (1894-1968). Nesse período, assiste às aulas práticas que o pintor francês André Lhote (1885-1962) ministra a convite de Prefeitura da cidade.
No fim dos anos 1950, Boghici tira a sorte grande: é convidado a participar do programa "O céu é o limite", da TV Tupi, respondendo a perguntas sobre van Gogh. Além do gosto pela arte, o motivo do convite é o fato de Boghici ter deixado a barba crescer, ficando parecido com o ator Kirk Douglas em um filme de 1956 sobre a vida do pintor neerlandês. Consegue ganhar uma quantia considerável, que lhe permite comprar um apartamento em Copacabana e um carro. Com o dinheiro restante, adquire obras de Milton Dacosta (1915-1988) e Árpád Szenes (1897-1985), entre outros. Nesta época, casou-se em breve relacionamento com Vânia de Mendonça Penafiel, tendo duas filhas: uma, nascendo morta, e outra, tendo nome de Maria de Fátima Boghici, morrendo dias depois do nascimento.
É contratado pela Fundação Cultural do Distrito Federal, cujo diretor é o poeta e crítico Ferreira Gullar (1930-2016), para pesquisar arte popular brasileira. Junto com o cronista José Carlos de Oliveira (1934-1986), também contratado, ele percorre o Norte e o Nordeste do país adquirindo obras que formariam o acervo do Museu da Arte Popular de Brasília, projetado pelo arquiteto Oscar Niemeyer (1907-2012). Quando o presidente Jânio Quadros (1917-1992) renuncia, em 1961, eles já haviam comprado 40 caixas de obras.
Pouco depois de perder esse emprego, Boghici inaugura, em 1961, a Galeria Relevo. Tem por sócios Jonas Prochovnic, vendedor de automóveis, Eryma Carneiro, advogado tributarista, e seu filho Carlos Eryma. A inauguração ocorre em agosto, na avenida Copacabana, 252. Os sócios são ligados por uma rede de relações que não são apenas profissionais. Prochovnic é quem financia a galeria. Sua revendedora está localizada no mesmo prédio em Copacabana onde moram Lygia Clark (1920-1988), e Giovanna Bonino, dona da galeria que representa a artista, a Galeria Bonino. Henri Stahl, antigo companheiro de quarto de Boghici, é sócio de Prochovnic na revendedora e amigo de Carlos Eryma, cujo pai, Eryma Carneiro, é colecionador. Seu sobrinho, Evandro Carneiro, trabalha na galeria. O secretário da galeria é Matias Marcier, filho do pintor Emeric Marcier (1916-1990), também romeno, cuja exposição inaugura o espaço.
A primeira obra que Boghici vende é uma urna marajoara pertencente a um frequentador da revendedora de Prochovnic. O comprador é o mecenas Raymundo Ottoni de Castro Maya (1894-1968), que se torna cliente habitual da galeria. As obras das exposições vendem bem. Boghici investe em obras de artistas de sucesso, que já têm galerias, como Alfredo Volpi (1896-1988), Di Cavalcanti (1897-1976), José Pancetti (1902-1958), Dacosta e Guignard. Ao mesmo tempo, na contracorrente, aposta nos artistas cariocas da nova figuração, quando a tendência dominante era o informalismo abstrato. É pela produção de artistas como Antônio Dias (1944), Rubens Gerchman (1942-2008) e Wanda Pimentel (1948) que ele se interessa.
Em 1964, depois de uma exposição de Antônio Dias que não faz sucesso, decide levar as obras para Paris, onde boa parte é vendida. A essa altura, Boghici se associa à marchand e jornalista Ceres Franco, que reside em Paris e ali mantém a galeria L'Oeil de Boeuf. Nessa época, eles se aproximam dos jovens artistas ligados à Escola de Paris, como Guillaume Cornelis van Beverloo (1922-2010), Peter Foldès (1924), Michel Macréau, Antonio Berni (1905-1981) e Antonio Segui (1934).
Parte desses artistas formam o contingente estrangeiro da mostra Opinião 65, que Boghici e Ceres organizam no Museu de Arte Moderna do Rio de Janeiro (MAM/RJ). A inauguração acontece em agosto de 1965, com a participação de 29 artistas. Estão presentes, entre outros, os brasileiros Antônio Dias, Rubens Gerchman, Carlos Vergara (1941), Hélio Oiticica (1937-1980), Ivan Freitas (1932), Ivan Serpa (1923-1973) e Roberto Magalhães (1940). Dentre os artistas estrangeiros estão Juan Genovés (1930), Wright Royston Adzak (1927), Alain Jacquet (1939-2008) e Gérard Tisserand (1934). O nome da exposição é tirado do show Opinião, realizado no ano anterior com a cantora Nara Leão (1942-1989), que se inspira em uma música do sambista Zé Kéti (1921-1999). A exposição tem boa repercussão, tanto que enseja uma segunda edição em 1966, a Opinião 66, e serve de modelo para duas mostras realizadas na Fundação Armando Álvares Penteado (Faap), em São Paulo. Entre outras coisas, é ali que Hélio Oiticica apresenta publicamente seus parangolés pela primeira vez. Alguns artistas participantes consideram que passaram a ser mais respeitados a partir de então.1 Outros enfatizam o aspecto claramente político da arte exposta. 
Em 1966, a Galeria Relevo inaugura a mostra Supermercado 66, que reúne obras de pequeno tamanho de 90 artistas - de Adzak a Zílio, diz Boghici -,3  a preços acessíveis e colocadas dentro de sacos de papel. A Relevo expõe ainda Samuel Buri (1935), Giorgio Morandi (1890-1964) e o pintor chileno Nemésio Antunes. Mas, por volta de 1967, a atividade começa a declinar em função da situação política, da dificuldade em renovar o contrato com o proprietário da loja e da nova paixão de Boghici, uma húngara que vive em Paris. Pouco tempo depois, conhece Genevieve, com quem se casa anos depois e tem duas filhas.
O marchand fecha a galeria em 1969 e viaja pelo mundo. Explica que seus melhores amigos - Antônio Dias, Rubens Gerchman, Ferreira Gullar e o crítico Mário Pedrosa (1900-1981) - haviam deixado o país. Em Paris, faz um ano de estágio na Escola do Louvre e depois trabalha na galeria Krugier, em Genebra. Vai a Nova Iorque e Moscou, à Bélgica e à Romênia. Adquire obras de brasileiros que ficaram na Europa e nos Estados Unidos e do uruguaio Joaquín Torres-García (1874-1949), assim como uma grande coleção de Debret (1768-1848).
De volta ao Brasil, Boghici abre em 1979 uma nova galeria, chamada Jean Boghici. É inaugurada com uma mostra de Joaquín Torres-García. A galeria expõe artistas importantes, como Alexander Calder (1898-1976), Frans Krajcberg (1921), Vicente do Rego Monteiro (1899-1970), Maria Martins (1894-1973), Guignard e Marcier. Em 1980, apresenta a mostra Homenagem a Mário Pedrosa, por ocasião da volta de Pedrosa do exílio. O catálogo contém textos de escritores e críticos como Hélio Pellegrino (1924-1988), Clarival do Prado Valladares (1918-1983), Pierre Restany (1930-2003) e Ferreira Gullar. Outras coletivas notáveis foram 150 anos de pintura no Brasil: coleção Sérgio Fadel e Mestres da Pintura Chinesa do século XX.
Boghici também organiza eventos no Rio de Janeiro, fora da galeria. No Copacabana Palace, faz a exposição Realismo poético do Rio de Janeiro séculos XIX e XX, Gustavo Dall'Ara e Jorge Eduardo. Na Casa França-Brasil, organiza Missão artística francesa e pintores viajantes: França - Brasil no século XIX, pelos 200 anos da Revolução Francesa, e Cícero Dias 90 anos: oito décadas de pintura. Para a ECO 92, idealiza a mostra Natureza: quatro séculos de arte no Brasil, que ocorre no Centro Cultural do Banco do Brasil (CCBB).
Em 1 de junho de 2015, Boghici morreu no Hospital Samaritano, em Botafogo, na Zona Sul do Rio de Janeiro. Aos 87 anos, ele foi vítima de uma embolia pulmonar. Deixou viúva Geneviève Rose Marie Coll Boghici e duas filhas, Sabine Coll Boghici, nascida no ano de 1974 e falecida no ano de 2023, e Muriel Coll Boghici, sua filha primogênita, nascida em 1970. Foi sepultado no jazigo perpétuo da família no cemitério de São João Batista, onde já repousava anteriormente sua sogra Geneviéve Rosa Ágathe Roux Coll, falecida aos 104 anos em 2012.